# Viking Fotballklubb 2008
Questa voce raccoglie le informazioni riguardanti il Viking Fotballklubb nelle competizioni ufficiali della stagione 2008.

## Stagione
Il Viking chiuse la stagione al 6º posto in campionato, mentre l'avventura nella Coppa di Norvegia 2008 si chiuse al quarto turno, con l'eliminazione per mano dello Strømsgodset. Allan Gaarde fu il calciatore con più utilizzato in stagione, con 33 presenze (25 in campionato, 4 nella coppa nazionale e 4 in Coppa UEFA). Il miglior marcatore fu Martin Fillo con 8 reti (6 in campionato, 2 nella coppa nazionale).

## Maglie e sponsor
Lo sponsor tecnico per la stagione 2008 fu Adidas, mentre lo sponsor ufficiale fu Lyse Energi. La divisa casalinga era composta da una maglietta blu, pantaloncini bianchi e calzettoni blu. Quella da trasferta era invece costituita da una maglietta bianca, pantaloncini blu e calzettoni bianchi.
| Casa | Trasferta |

## Rosa
| N. |                      | Ruolo | Calciatore            |
| -- | -------------------- | ----- | --------------------- |
| 1  | Norvegia (bandiera)  | P     | Thomas Myhre          |
| 2  | Norvegia (bandiera)  | D     | Trond Erik Bertelsen  |
| 3  | Norvegia (bandiera)  | D     | Børre Steenslid       |
| 4  | Svezia (bandiera)    | D     | Peter Abelsson        |
| 5  | Norvegia (bandiera)  | D     | Thomas Pereira        |
| 6  | Danimarca (bandiera) | C     | Allan Gaarde          |
| 7  | Danimarca (bandiera) | C     | Nicolai Stokholm      |
| 8  | Norvegia (bandiera)  | C     | Vidar Nisja           |
| 9  | Nigeria (bandiera)   | A     | Peter Ijeh            |
| 10 | Norvegia (bandiera)  | A     | Alexander Ødegaard    |
| 11 | Norvegia (bandiera)  | A     | Joakim Austnes        |
| 13 | Norvegia (bandiera)  | C     | Christian Landu Landu |
| 14 | Norvegia (bandiera)  | C     | André Danielsen       |
| 15 | Norvegia (bandiera)  | D     | Ragnvald Soma         |
| 16 | Rep. Ceca (bandiera) | A     | Martin Fillo          |

| N. |                      | Ruolo | Calciatore              |
| -- | -------------------- | ----- | ----------------------- |
| 17 | Scozia (bandiera)    | D     | Maurice Ross            |
| 18 | Norvegia (bandiera)  | C     | Andreas Ulland Andersen |
| 19 | Norvegia (bandiera)  | A     | Tommy Høiland           |
| 20 | Ghana (bandiera)     | A     | Razak Pimpong           |
| 21 | Rep. Ceca (bandiera) | D     | Josef Kaufman           |
| 22 | Norvegia (bandiera)  | C     | Simen Melhus            |
| 23 | Germania (bandiera)  | D     | René Klingbeil          |
| 24 | Germania (bandiera)  | P     | Kristian Nicht          |
| 25 | Serbia (bandiera)    | D     | Gojko Ivković           |
| 27 | Senegal (bandiera)   | A     | Mame Niang              |
| 27 | Lituania (bandiera)  | A     | Andrius Velička         |
| 28 | Norvegia (bandiera)  | D     | Jørgen Horn             |
| 33 | Norvegia (bandiera)  | P     | Arild Østbø             |
| 99 | Norvegia (bandiera)  | C     | Jone Samuelsen          |

## Calciomercato

### Sessione invernale(dal 01/01 al 31/03)
| Acquisti | Acquisti        | Acquisti       | Acquisti   |
| R.       | Nome            | da             | Modalità   |
| -------- | --------------- | -------------- | ---------- |
| P        | Kristian Nicht  | svincolato     |            |
| D        | Jørgen Horn     | Vålerenga      | prestito   |
| D        | Gojko Ivković   | Åsane          | definitivo |
| A        | Joakim Austnes  | Aalesund       | definitivo |
| A        | Martin Fillo    | Viktoria Plzeň | definitivo |
| A        | Tommy Høiland   | Bryne          | definitivo |
| A        | Andrius Velička | FBK Kaunas     | definitivo |

| Cessioni | Cessioni          | Cessioni      | Cessioni   |
| R.       | Nome              | a             | Modalità   |
| -------- | ----------------- | ------------- | ---------- |
| P        | Iven Austbø       | Stabæk        | definitivo |
| C        | Runar Andersen    | Sandnes Ulf   | definitivo |
| C        | Birkir Bjarnason  | Lillestrøm    | prestito   |
| C        | Trygve Nygaard    | Haugesund     | definitivo |
| A        | Søren Berg        |               | svincolato |
| A        | Torger Motland    | Stavanger     | definitivo |
| A        | Razak Pimpong     | Aalesund      | prestito   |
| A        | Hannes Sigurðsson | GIF Sundsvall | definitivo |

### Sessione estiva(dal 01/08 al 31/08)
| Acquisti | Acquisti      | Acquisti  | Acquisti      |
| R.       | Nome          | da        | Modalità      |
| -------- | ------------- | --------- | ------------- |
| D        | Josef Kaufman | Teplice   | prestito      |
| A        | Mame Niang    | Wolfsburg | prestito      |
| A        | Razak Pimpong | Aalesund  | fine prestito |

| Cessioni | Cessioni        | Cessioni       | Cessioni   |
| R.       | Nome            | a              | Modalità   |
| -------- | --------------- | -------------- | ---------- |
| D        | René Klingbeil  | Erzgebirge Aue | definitivo |
| A        | Andrius Velička | Rangers        | definitivo |

## Risultati

### Eliteserien

#### Girone di andata
| Arbitro: | Sandmoen (Kjelsås) |

|              |           |  |
| Samuelsen 8’ | Marcatori |  |

| Arbitro: | Helgerud (Lier) |

|                                     |           |                           |
| Ringberg 32’ Karekezi 47’ Güven 60’ | Marcatori | 52’ Velička 69’ Steenslid |

| Arbitro: | Edvartsen (Hamar) |

|                                 |           |          |
| Stokholm 56’ (rig.) Velička 71’ | Marcatori | 43’ Holm |

| Arbitro: | Øvrebø (Oslo) |

|  |           |           |
|  | Marcatori | 39’ Fillo |

| Arbitro: | Hauge (Bergen) |

|                                |           |                                        |
| Ødegaard 69’ Wæhler 84’ (aut.) | Marcatori | 11’, 19’ Fredheim Holm 12’ Þorvaldsson |

| Arbitro: | Berntsen (Vang) |

|                       |           |  |
| Sundgot 6’ Occean 13’ | Marcatori |  |

| Arbitro: | Hagen (Grue) |

|               |           |                            |
| Mota 74’, 85’ | Marcatori | 77’, 89’ Fillo 83’ Velička |

| Arbitro: | Øvrebø (Oslo) |

|              |           |                       |
| Ødegaard 27’ | Marcatori | 8’ Jaiteh 23’ Helstad |

| Arbitro: | Hauge (Bergen) |

|                               |           |  |
| Iversen 58’ (rig.) Sapara 86’ | Marcatori |  |

| Arbitro: | Sandmoen (Kjelsås) |

|                                   |           |  |
| Stokholm 58’ (rig.) Steenslid 81’ | Marcatori |  |

| Arbitro: | Berntsen (Vang) |

|             |           |               |
| Knudsen 86’ | Marcatori | 23’ Samuelsen |

| Arbitro: | Sælen (Bergen) |

|              |           |                |
| Ødegaard 83’ | Marcatori | 80’ Jóhannsson |

| Bærum 13 luglio 2008, ore 20:00 13ª giornata | Stabæk            | 0 – 0 referto | Viking | Nadderud Stadion (4.810 spett.)\| Arbitro: \| Edvartsen (Hamar) \| |
| Arbitro:                                     | Edvartsen (Hamar) |               |        |                                                                    |

#### Girone di ritorno
| Arbitro: | Skjerven (Kaupanger) |

|  |           |             |
|  | Marcatori | 36’ Iversen |

| Arbitro: | Ditlefsen (Mo i Rana) |

|           |           |                          |
| Silva 63’ | Marcatori | 33’ Gaarde 54’ Steenslid |

| Arbitro: | Olsen (Kristiansand) |

|                            |           |  |
| Ijeh 16’ Gaarde 73’ (rig.) | Marcatori |  |

| Arbitro: | Berntsen (Vang) |

|                                          |           |                            |
| Sørensen 19’ Bjarnason 21’ Bärengrub 68’ | Marcatori | 85’ Stokholm 90’ Danielsen |

| Stavanger 24 agosto 2008, ore 18:00 18ª giornata | Viking            | 0 – 0 referto | Lillestrøm | Viking Stadion (15.014 spett.)\| Arbitro: \| Staberg (Harstad) \| |
| Arbitro:                                         | Staberg (Harstad) |               |            |                                                                   |

| Arbitro: | Øvrebø (Oslo) |

|                                   |           |                                           |
| Niang 31’ Stokholm 49’ Gaarde 61’ | Marcatori | 30’ (aut.) Niang 44’ Moström 90’ M. Diouf |

| Arbitro: | Berntsen (Vang) |

|               |           |           |
| Einarsson 78’ | Marcatori | 73’ Niang |

| Arbitro: | Hauge (Bergen) |

|                                              |           |                |
| Niang 20’ (rig.) Ødegaard 23’, 45’ Fillo 45’ | Marcatori | 53’ Gunnarsson |

| Arbitro: | Berntsen (Vang) |

|  |           |          |
|  | Marcatori | 6’ Nisja |

| Arbitro: | Olsen (Kristiansand) |

|                               |           |                      |
| Stokholm 55’ (rig.) Nisja 70’ | Marcatori | 90’ (rig.) Rushfeldt |

| Arbitro: | Johnsen (Tønsberg) |

|             |           |  |
| Kvisvik 42’ | Marcatori |  |

| Arbitro: | Ditlefsen |

|                                     |           |  |
| Steenslid 30’ Fillo 31’ Høiland 84’ | Marcatori |  |

| Arbitro: | Øvrebø (Oslo) |

|                                     |           |                    |
| Nielsen 13’, 83’ (rig.) Nystrøm 90’ | Marcatori | 7’ Fillo 65’ Niang |

### Coppa di Norvegia
| Stavanger 12 maggio 2008, ore 18:00 Primo turno                     | Vidar     | 0 – 3 referto                     | Viking | Lassa Gress (1.200 spett.) |
| \| \| \| \| \| \| Marcatori \| 4’ Høiland 35’ Velička 48’ Gaarde \| |           |                                   |        |                            |
|                                                                     |           |                                   |        |                            |
|                                                                     | Marcatori | 4’ Høiland 35’ Velička 48’ Gaarde |        |                            |

| Arbitro: | Lie |

|  |           |                       |
|  | Marcatori | 46’ Fillo 56’ Velička |

| Arbitro: | Toppe |

|                               |           |  |
| Ijeh 5’ Austnes 26’ Fillo 71’ | Marcatori |  |

| Arbitro: | Staberg (Harstad) |

|                            |           |                         |
| Nielsen 2’, 31’ George 44’ | Marcatori | 69’ Ødegaard 90’ Gaarde |

### Coppa UEFA
| Arbitro: | Gvardis |

|           |           |  |
| Ostap 14’ | Marcatori |  |

| Arbitro: | Moseychuk |

|                         |           |  |
| Stokholm 3’, 33’ (rig.) | Marcatori |  |

| Espoo 14 agosto 2008, ore 18:30 Secondo turno di qualificazione - Andata | Honka  | 0 – 0 referto | Viking | Tapiolan urheilupuisto\| Arbitro: \| Wilmes \| |
| Arbitro:                                                                 | Wilmes |               |        |                                                |

| Arbitro: | Mckeon |

|           |           |                         |
| Gaarde 8’ | Marcatori | 20’ Hakanpää 56’ Lepola |

## Statistiche

### Statistiche di squadra
| Competizione      | Punti | In casa | In casa | In casa | In casa | In casa | In casa | In trasferta | In trasferta | In trasferta | In trasferta | In trasferta | In trasferta | Totale | Totale | Totale | Totale | Totale | Totale | DR  |
| Competizione      | Punti | G       | V       | N       | P       | Gf      | Gs      | G            | V            | N            | P            | Gf           | Gs           | G      | V      | N      | P      | Gf     | Gs     | DR  |
| ----------------- | ----- | ------- | ------- | ------- | ------- | ------- | ------- | ------------ | ------------ | ------------ | ------------ | ------------ | ------------ | ------ | ------ | ------ | ------ | ------ | ------ | --- |
| Eliteserien       | 39    | 13      | 7       | 3       | 3       | 23      | 13      | 13           | 4            | 3            | 6            | 15           | 19           | 26     | 11     | 6      | 9      | 38     | 32     | +6  |
| Coppa di Norvegia | -     | 1       | 1       | 0       | 0       | 3       | 0       | 3            | 2            | 0            | 1            | 7            | 3            | 4      | 3      | 0      | 1      | 10     | 3      | +7  |
| Coppa UEFA        | -     | 2       | 1       | 0       | 1       | 3       | 2       | 2            | 0            | 1            | 1            | 0            | 1            | 4      | 1      | 1      | 2      | 3      | 3      | 0   |
| Totale            | -     | 15      | 7       | 4       | 4       | 26      | 19      | 16           | 8            | 1            | 7            | 30           | 21           | 31     | 15     | 5      | 11     | 56     | 40     | +16 |

### Statistiche dei giocatori
| Giocatore      | Eliteserien | Eliteserien | Eliteserien | Eliteserien | Coppa di Norvegia | Coppa di Norvegia | Coppa di Norvegia | Coppa di Norvegia | Coppa UEFA | Coppa UEFA | Coppa UEFA  | Coppa UEFA | Totale   | Totale | Totale      | Totale     |
| Giocatore      | Presenze    | Reti        | Ammonizioni | Espulsioni  | Presenze          | Reti              | Ammonizioni       | Espulsioni        | Presenze   | Reti       | Ammonizioni | Espulsioni | Presenze | Reti   | Ammonizioni | Espulsioni |
| -------------- | ----------- | ----------- | ----------- | ----------- | ----------------- | ----------------- | ----------------- | ----------------- | ---------- | ---------- | ----------- | ---------- | -------- | ------ | ----------- | ---------- |
| P. Abelsson    | 0           | 0           | 0           | 0           | 0                 | 0                 | 0                 | 0                 | 0          | 0          | 0           | 0          | 0        | 0      | 0           | 0          |
| A. Andersen    | 4           | 0           | 0           | 0           | 3                 | 0                 | 0                 | 0                 | 1          | 0          | 0           | 0          | 8        | 0      | 0           | 0          |
| J. Austnes     | 17          | 0           | 0           | 0           | 4                 | 1                 | 0                 | 0                 | 2          | 0          | 0           | 0          | 23       | 1      | 0           | 0          |
| T. Bertelsen   | 21          | 0           | 1           | 0           | 4                 | 0                 | 0                 | 0                 | 4          | 0          | 0           | 0          | 29       | 0      | 1           | 0          |
| A. Danielsen   | 24          | 1           | 1           | 0           | 4                 | 0                 | 0                 | 0                 | 4          | 0          | 1           | 0          | 32       | 1      | 2           | 0          |
| M. Fillo       | 25          | 6           | 4           | 0           | 3                 | 2                 | 0                 | 0                 | 4          | 0          | 2           | 0          | 32       | 8      | 6           | 0          |
| A. Gaarde      | 25          | 3           | 3           | 0           | 4                 | 2                 | 0                 | 0                 | 4          | 1          | 1           | 0          | 33       | 6      | 4           | 0          |
| T. Høiland     | 3           | 1           | 1           | 0           | 3                 | 1                 | 0                 | 0                 | 0          | 0          | 0           | 0          | 6        | 2      | 1           | 0          |
| J. Horn        | 6           | 0           | 0           | 0           | 2                 | 0                 | 0                 | 0                 | 0          | 0          | 0           | 0          | 8        | 0      | 0           | 0          |
| P. Ijeh        | 14          | 1           | 0           | 0           | 1                 | 1                 | 0                 | 0                 | 3          | 0          | 0           | 0          | 18       | 2      | 0           | 0          |
| G. Ivković     | 0           | 0           | 0           | 0           | 0                 | 0                 | 0                 | 0                 | 0          | 0          | 0           | 0          | 0        | 0      | 0           | 0          |
| J. Kaufman     | 7           | 0           | 2           | 0           | 0                 | 0                 | 0                 | 0                 | 0          | 0          | 0           | 0          | 7        | 0      | 2           | 0          |
| R. Klingbeil   | 8           | 0           | 0           | 0           | 1                 | 0                 | 0                 | 0                 | 0          | 0          | 0           | 0          | 9        | 0      | 0           | 0          |
| C. Landu Landu | 1           | 0           | 0           | 0           | 1                 | 0                 | 0                 | 0                 | 0          | 0          | 0           | 0          | 2        | 0      | 0           | 0          |
| S. Melhus      | 0           | 0           | 0           | 0           | 1                 | 0                 | 1                 | 0                 | 0          | 0          | 0           | 0          | 1        | 0      | 1           | 0          |
| T. Myhre       | 9           | 0           | 0           | 1           | 4                 | 0                 | 0                 | 0                 | 2          | 0          | 0           | 0          | 15       | 0      | 0           | 1          |
| M. Niang       | 9           | 4           | 2           | 0           | 0                 | 0                 | 0                 | 0                 | 0          | 0          | 0           | 0          | 9        | 4      | 2           | 0          |
| K. Nicht       | 18          | 0           | 1           | 0           | 0                 | 0                 | 0                 | 0                 | 2          | 0          | 0           | 0          | 20       | 0      | 1           | 0          |
| V. Nisja       | 14          | 2           | 0           | 0           | 2                 | 0                 | 0                 | 0                 | 3          | 0          | 0           | 0          | 19       | 2      | 0           | 0          |
| A. Ødegaard    | 24          | 5           | 1           | 0           | 1                 | 1                 | 0                 | 0                 | 4          | 0          | 1           | 0          | 29       | 6      | 2           | 0          |
| A. Østbø       | 0           | 0           | 0           | 0           | 1                 | 0                 | 0                 | 0                 | 0          | 0          | 0           | 0          | 1        | 0      | 0           | 0          |
| T. Pereira     | 16          | 0           | 2           | 0           | 1                 | 0                 | 0                 | 0                 | 1          | 0          | 0           | 0          | 18       | 0      | 2           | 0          |
| R. Pimpong     | 1           | 0           | 0           | 0           | 0                 | 0                 | 0                 | 0                 | 0          | 0          | 0           | 0          | 1        | 0      | 0           | 0          |
| M. Ross        | 14          | 0           | 1           | 1           | 3                 | 0                 | 0                 | 0                 | 4          | 0          | 1           | 0          | 21       | 0      | 2           | 1          |
| J. Samuelsen   | 22          | 2           | 3           | 0           | 3                 | 0                 | 1                 | 0                 | 4          | 0          | 0           | 0          | 29       | 2      | 4           | 0          |
| R. Soma        | 18          | 0           | 4           | 0           | 3                 | 0                 | 0                 | 0                 | 4          | 0          | 0           | 0          | 25       | 0      | 4           | 0          |
| B. Steenslid   | 23          | 4           | 2           | 0           | 3                 | 0                 | 0                 | 0                 | 2          | 0          | 0           | 0          | 28       | 4      | 2           | 0          |
| N. Stokholm    | 24          | 5           | 4           | 0           | 1                 | 0                 | 0                 | 0                 | 4          | 2          | 0           | 0          | 29       | 7      | 4           | 0          |
| A. Velička     | 11          | 3           | 1           | 0           | 3                 | 2                 | 0                 | 0                 | 0          | 0          | 0           | 0          | 14       | 5      | 1           | 0          |